# Parlamentswahl in Finnland 1999
- VAS: 20
- Sonst.: 1
- SDP: 51
- VIHR: 11
- RKP: 12
- KESK: 48
- KOK: 46
- SKL: 10
- PS: 1

Die Parlamentswahl in Finnland 1999 fand am 21. März 1999 statt. Es war die Wahl zum 33. finnischen Parlament.
Die Sozialdemokraten blieben trotz Verluste knapp stärkste Kraft vor dem Zentrum und der konservativen Sammlungspartei. Neben dem Zentrum und der Sammlungspartei fuhren auch der Grüne Bund und die Christdemokraten leichte gewinne ein. Die Jungfinnen, die 1995 mit zwei Sitzen in das Parlament eingezogen waren, erreichten einen weiteren Einzug nicht mehr.
Erstmals nahm die 1997 neuregistrierte Kommunistische Partei Finnlands an den Parlamentswahlen teil. Mit 0,8 % erhielt sie jedoch kein Mandat.
Der seit 1995 regierende Ministerpräsident Paavo Lipponen (Sozialdemokratische Partei) führte nach den Wahlen die bisherige bestehende sogenannte Regenbogenkoalition weiter.

## Teilnehmende Parteien
Es traten 18 verschiedene Parteien zur Wahl an.
Folgende Parteien waren bereits im Parlament vertreten:
| Partei | Partei | Ausrichtung        | Spitzenkandidat  |
| ------ | --- | ------------------ | ---------------- |
|        | Sozialdemokratische Partei Finnlands Suomen Sosialidemokraattinen Puolue (SDP) Finlands Socialdemokratiska Parti | sozialdemokratisch | Paavo Lipponen   |
|        | Finnische Zentrumspartei Suomen Keskusta (KESK) Centern i Finland                                                | sozialliberal      | Esko Aho         |
|        | Nationale Sammlungspartei Kansallinen Kokoomus (KOK) Samlingspartiet                                             | konservativ        | Sauli Niinistö   |
|        | Linksbündnis Vasemmistoliitto (VAS) Vänsterförbundet                                                             | sozialistisch      | Suvi-Anne Siimes |
|        | Grüner Bund Vihreä liitto (VIHR) Gröna förbundet                                                                 | grün               | Satu Hassi       |
|        | Schwedische Volkspartei Ruotsalainen kansanpuolue (RKP) Svenska folkpartiet (SFP)                                | liberal            | Jan-Erik Enestam |
|        | Christlicher Bund Finnlands Suomen Kristillinen Liitto (SKL) Finlands Kristliga Förbund                          | christdemokratisch | Bjarne Kallis    |
|        | Basisfinnen Perussuomalaiset (PS) Sannfinländarna                                                                | rechtspopulistisch | Timo Soini       |

## Wahlergebnis
Die Wahlbeteiligung lag bei 65,3 Prozent und damit 3,3 Prozentpunkte unter der Wahlbeteiligung bei den letzten Parlamentswahlen im Jahr 1995.
| Partei | Partei                                         | Stimmen   | Stimmen | Stimmen | Sitze  | Sitze |
| Partei | Partei                                         | Anzahl    | %       | +/−     | Anzahl | +/−   |
| --- | ---------------------------------------------- | --------- | ------- | ------- | ------ | ----- |
| | Sozialdemokratische Partei Finnlands (SDP)     | 612.963   | 22,86   | −5,39   | 51     | −12   |
| | Finnische Zentrumspartei (KESK)                | 600.592   | 22,40   | +2,55   | 48     | +4    |
| | Nationale Sammlungspartei (KOK)                | 563.835   | 21,03   | +3,14   | 46     | +7    |
| | Linksbündnis (VAS)                             | 291.675   | 10,88   | −0,28   | 20     | −2    |
| | Grüner Bund (VIHR)                             | 194.846   | 7,27    | +0,75   | 11     | +2    |
| | Schwedische Volkspartei (RKP)                  | 137.330   | 5,12    | −0,02   | 11     | —     |
| | Christlicher Bund Finnlands (SKL)              | 111.835   | 4,17    | +1,21   | 10     | +3    |
| | Reformgruppe (REM)                             | 28.549    | 1,06    | +1,06   | 1      | +1    |
| | Jungfinnen (NUORS)                             | 28.084    | 1,05    | −1,76   | —      | −2    |
| | Basisfinnen* (PS)                              | 26.440    | 0,99    | −0,31   | 1      | —     |
| | Kommunistische Partei Finnlands (SKP)          | 20.442    | 0,76    | +0,76   | —      | —     |
| | Kirjava ”puolue” – Elonkehän puolesta** (KIPU) | 10.378    | 0,39    | +0,11   | —      | −1    |
| | Bund des Freien Finnlands (VSL)                | 10.104    | 0,38    | −0,63   | —      | —     |
| | Rentner für das Volk (EKA)                     | 5.451     | 0,20    | +0,02   | —      | —     |
| | Liberale Volkspartei (LKP)                     | 5.194     | 0,19    | −0,39   | —      | —     |
| | Rentnerpartei Finnlands (SEP)                  | 4.481     | 0,17    | +0,03   | —      | —     |
| | Naturgesetz-Partei (LLP)                       | 3.903     | 0,15    | −0,10   | —      | —     |
| | Kommunistische Arbeiterpartei (KTP)            | 3.455     | 0,13    | −0,04   | —      | —     |
| | Sonstige***                                    | 21.734    | 0,81    | −0,35   | 1      | —     |
| Gesamt | Gesamt                                         | 2.681.291 | 100,00  |         | 200    |       |
| Gültige Stimmen | Gültige Stimmen                                | 2.681.291 | 98,94   |         |        |       |
| Ungültige Stimmen | Ungültige Stimmen                              | 28.804    | 1,06    |         |        |       |
| Wahlbeteiligung | Wahlbeteiligung                                | 2.710.095 | 65,27   |         |        |       |
| Wahlberechtigte | Wahlberechtigte                                | 4.152.430 | 100,00  |         |        |       |
| Quelle: |                                                |           |         |         |        |       |
| Anmerkungen: * zuvor Landpartei Finnlands (SMP) ** zuvor Ökologische Partei Die Grünen *** 5.870 Stimmen für die Liberalen für Åland (Åland-Mandat). |                                                |           |         |         |        |       |

## Nach der Wahl
Paavo Lipponen (Sozialdemokratische Partei) blieb Ministerpräsident und führte die sogenannte Regenbogenkoalition weiter.
1. Kabinett Lipponen II – Paavo Lipponen (Sozialdemokratische Partei) – Regierung aus Sozialdemokratischer Partei, Nationaler Sammlungspartei, Schwedischer Volkspartei, Linksbündnis und Grüner Bund (15. April 1999 bis 17. April 2003)